# 80 Draconis
80 Draconis är en vit stjärna i huvudserien i stjärnbilden Cepheus. Trots sin Flamsteed-beteckning tillhör den inte Drakens stjärnbild. Den ligger på gränsen mellan stjärnbilderna och fick byta tillhörighet vid översynen av gränser mellan stjärnbilderna år 1930 och benämns sedan bytet av stjärnbild ofta som HD 210873.
80 Dra har visuell magnitud +6,35 och är inte synlig för blotta ögat. Den ligger på ett avstånd av ungefär 515 ljusår.